# Askbjerg
Askbjerg (dansk) eller Aschberg (tysk) er en 98 meter høj bakke i Hytten Bjerge vest for Egernførde i Sydslesvig. I klart vejr kan ses fra toppen over Hyttenbjergene til Slien, Egernførde og Østersøen. På toppen af Askbjerget blev der i årene 2012 og 2013 opført et nyt hotel, restaurant og fritidshus (Globetrotter-Lodge) med et udsigtstårn. I nærheden af Askbjerg ligger Askfelt Danske Skole med Askebjerghuset. 
Endvidere står her den cirka syv meter høj bronzestatue af Otto von Bismarck, der ind til Genforeningen i 1920 var en del af Bismarcktårnet på Knivsbjerg nord for Aabenraa.

## Billeder
- Udsigtstårn på Askbjerg i Globetrotter-Lodge
- Bismarckstatue på Askbjerg
- Sten med navne af Hyttenbjergernes byer på toppen af Askbjerget